# Тодорашко Євгенія Федотівна
Євгенія Федотівна Тодорашко (11 вересня 1936, Глинне, Слободзейський район, Молдавська АРСР, УРСР — 20 червня 2010, Кишинів, Молдова) — молдовська радянська акторка, народна артистка Республіки Молдова.

## Життєпис
У 1960 р. закінчила Театральне училище імені Б. В. Щукіна (Молдовська національна студія).
- 1960–1987 рр. — акторка Театру «Лучаферул».
- 1987–1993 рр. — акторка Кишинівського російського драматичного театру імені А. Чехова,
- 1993–2003 рр. — акторка Національного театру «Міхай Емінеску».

З 2003 р. — артистка Кишинівського муніципального молодіжного драматичного театру «З Вулиці Троянд». Основні ролі:
- Аріна Петрівна Головльова в «Панів Головльових» М. Салтикова-Щедріна
- Катерина Іванівна Мармеладова в «Злочині і покаранні» Ф. Достоєвського
- Кінь Сестричка у «Дуже простій історії» М. Ладо
- Рожева Дама у «Оскарі і Рожевій Пані» Е. Шмітта
- Кабанова у «Грозі» А. Островського

Успішно поєднувала роботу акторки з педагогічною діяльністю, викладаючи акторську майстерність у Міському театральному ліцеї.
Померла 20 червня 2010 року, похована на Центральному (Вірменською) цвинтарі в Кишиневі.

## Фільмографія
- 2006 «Вовкодав з роду Сірих Псів» — Хайгал
- 1997 «Танго над прірвою»
- 1997 «Рикошет»
- 1991 «По кому тюрма плаче…»
- 1989 «Прощай, наш бакалавр» (короткометражний)
- 1988 «Шуліки здобиччю не діляться» — епізод
- 1987 «Ваш спеціальний кореспондент» — Дориця
- 1985 «Тиха застава» — Елеонора Петрівна
- 1985 «Життя і безсмертя Сергія Лазо» — епізод
- 1984 «Тривожний світанок»
- 1984 «Як стати відомим»
- 1983 «Будь щаслива, Юлія!» — Таїсія
- 1982 «Ця чоловіча дружба» — Клавдія
- 1982 Весільна подорож перед весіллям — головна роль
- 1982 «Лебеді в ставку» — Анна Пажур, головна роль
- 1982 «Все могло бути інакше»
- 1981 «Перехідний вік» — бабуся Ануци
- 1980 «Велика — мала війна» — епізод
- 1979 «Підготовка до іспиту» — мама Каті
- 1979 «Добридень, я приїхав!» — провідниця
- 1977 «Сказання про хороброго витязя Фет-Фрумосе»
- 1977 «Хто — кого» — Севастіца Гуцу
- 1977 «Коли поруч чоловік»
- 1976 «Ніхто замість тебе» — Домніка
- 1975 «Що людині треба» — Капітоліна
- 1974 «Чоловіки сивіють рано» — Агафія Минзу, дублювала Лілія Гурова
- 1973 «Мости» — Катінка
- 1973 «Зелена хвиля» (короткометражний)
- 1973 «Будинок для Серафима»
- 1970 «Крутизна»